# 4831 Baldwin
4831 Baldwin (1988 RX11) là một tiểu hành tinh vành đai chính được phát hiện ngày 14 tháng 9 năm 1988 bởi S. J. Bus ở Cerro Tololo.